# Дарса
Дарса (араб. درسة) — безлюдний острів архіпелагу Сокотра, четвертий за площею острів цього архіпелагу (5,4 км²).

## Географія
Знаходиться в Аравійському морі на схід від узбережжя Сомалі, за 260 км від мису Гвардафуй — крайньої північно-східної точки Африканського рогу.
Острів лежить приблизно за 50 км на південь від західного краю острова Сокотра, приблизно за 80 км на схід від острова Абд-ель-Курі і за 350 км на південь від Аравійського півострова. Дарса і сусідній острів Самха, що знаходиться за 17 км на захід, відомі під загальною назвою «Аль-Іхван» (араб. الأخوين, «Брати») .
Входить до складу Ємену, з 2004 року адміністративно є частиною мухафази Хадрамаут (раніше входив до мухафази Аден). На цей острів, як і на інші острови архіпелагу Сокотра, зазіхає Сомалі.
Довжина острова становить близько 7.12 км, а найбільша ширина — 2.25 км.

## Геологія
Оскільки в періоди материкових зледенінь Північної півкулі рівень океану значно падав, неодноразово виникав великий острів, що об'єднував території сучасних островів Сокотра, Самха і Дарса, його площа була приблизно в два рази більша за площу сучасного острова Сокотра. Останній раз такий острів, значна частина якого мала плоский низинний рельєф, існував приблизно 20 тисяч років тому.

## Фауна

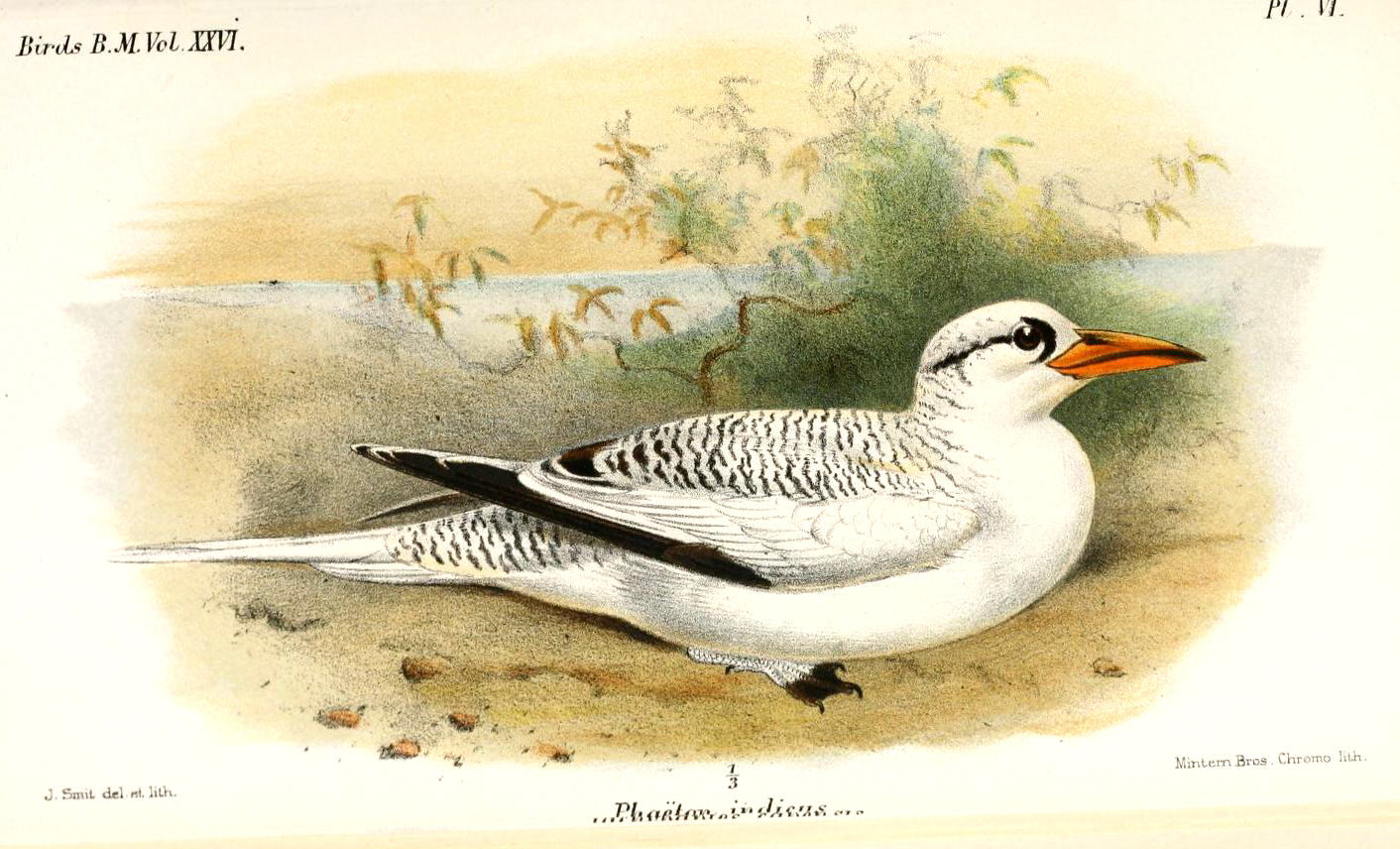
Червонодзьобий фаетон

На острові Дарса знаходиться велика (одна з найбільших на Близькому Сході) популяція червонодзьобого фаетона (Phaethon aethereus)  — птаха родини фаетонових.